# Fugloyar kommuna
Fugloyar kommuna er en kommune på Færøerne. Kommunen omfatter øen Fugloy, med bygderne Hattarvík og Kirkja. Kommunen er Færøernes østligste og mindste regnet i indbyggertal, men dens afsides beliggenhed gør, at kommunen fortsat består som selvstændig enhed. 1. januar 2018 havde Fugloyar kommuna 37 indbyggere, mod 140 i 1960. Borgmester er siden 2013 Amalia í Frammistovu.
Fugloyar kommuna blev oprettet da Fugloyar og Svínoyar kommuna deltes i 1932.